# Dayr Murran
Dayr Murran (suposadament derivat de l'àrab Dayr al-Murram, "Convent de les Freixes") fou una vila amb convent, propera a Damasc en lloc incert a les pendents del Djabal Kasiyun, probablement en un pas (akaba) a la gorga de Barada i prop a la porta de Damasc de nom Bab al-Faradis.
Al tomb del convent va sorgir una vila en la qual els califes passaven algunes temporades: Yazid I hi vivia abans de pujar al tron i allí fou on el seu pare li va ordenar agafar el comandament de l'expedició contra Constantinoble; Al-Walid I hi va morir el 715; i Al-Walid II hi va viure llargues temporades com a califa. També hi van residir alguns califes abbàssides (Harun ar-Raixid, Al-Mamum i Al-Mútassim). Radja ibn Ayyub hi vivia quan el califa Al-Wàthiq el va enviar a Damasc a reprimir la revolta dels Qays Aylan. Encara era esmentada al segle xi, però al segle següent es va abandonar. Al segle xiii hi vivia un sant de nom Shaykh Abu-Zakariyya al-Maghribí, que va rebre la visita del mateix Saladí.